# مگس‌گیر توسی
مگس‌گیر توسی (نام علمی: Mayrornis lessoni) نام یک گونه از تیره مگس‌گیر شهریار است. این گونه بوم‌زاد فیجی است. زیستگاه این پرنده جنگل‌های مناطق کم‌ارتفاع است.